# میخاو بائوتسکی
میخاو بائوتسکی (لهستانی: Michał Bałucki؛ ‏ ۲۹ سپتامبر ۱۸۳۷ – ۱۷ اکتبر ۱۹۰۱) شاعر، مؤلف، نویسنده و روزنامه‌نگار اهل لهستان بود. وی دانش‌آموختهٔ دانشگاه یاگیلونیا بود و شعرهایش الهام‌گرفته از مضامین فولکلور لهستانی بود که نخستین بار در سال ۱۸۶۱ چاپ شد.